# Hyposmocoma cryptogamiella
Hyposmocoma cryptogamiella — вид моли эндемичного гавайского рода Hyposmocoma.

## Распространение
Встречается на островах Кауаи, Молокаи, Ланаи и Гавайи.

## Личиночная стадия
Гусеница H. cryptogamiella обитает на Acacia koa, Clermontia, Lantana, Metrosideros и Sophora. Она не строит кокон, как многие Hyposmocoma, а прогрызает ствол кустарников, которыми питается.

## Синонимы
- Hyperdasys cryptogamiellus (Walsingham, 1907)
- Hyperdasyella cryptogamiella